# Raymundo Pedro Morales Ángeles
Raymundo Pedro Morales Ángeles (Sola de Vega, Oaxaca; 4 de julio de 1966) es un militar mexicano con el rango de almirante. Es el secretario de Marina desde el 1 de octubre de 2024 durante el gobierno de la presidenta Claudia Sheinbaum.

## Biografía
Nació el 4 de julio de 1966 en el poblado de San Ildefonso, dentro del municipio mexicano de Villa Sola de Vega, Oaxaca. 
De 1983 a 1987 estudió en la Heroica Escuela Naval Militar, egresando con el grado de Guardamarina. En 1989 obtuvo el título de ingeniero en Ciencias navales. Estudió en el Centro de Estudios Hemisféricos de Defensa de la Universidad de Defensa Nacional de los Estados Unidos un curso en políticas y estrategias de defensa.

### Trayectoria
Como militar se ha desempeñado como comandante de la novena y de la decimotercera zona naval. También fue director del Centro de Estudios Superiores Navales y agregado naval adjunto de la embajada de México en los Estados Unidos.
En enero de 2023 fue nombrado director general del Corredor Interoceánico del Istmo de Tehuantepec por el presidente Andrés Manuel López Obrador. El 20 de noviembre de 2023 fue ascendido al grado de almirante.
El 6 de septiembre de 2024, fue nombrado por la presidenta electa Claudia Sheinbaum, como secretario de Marina de México. El 1 de octubre siguiente, con el inicio del gobierno, asumió en tal cargo.